# Centralvakten

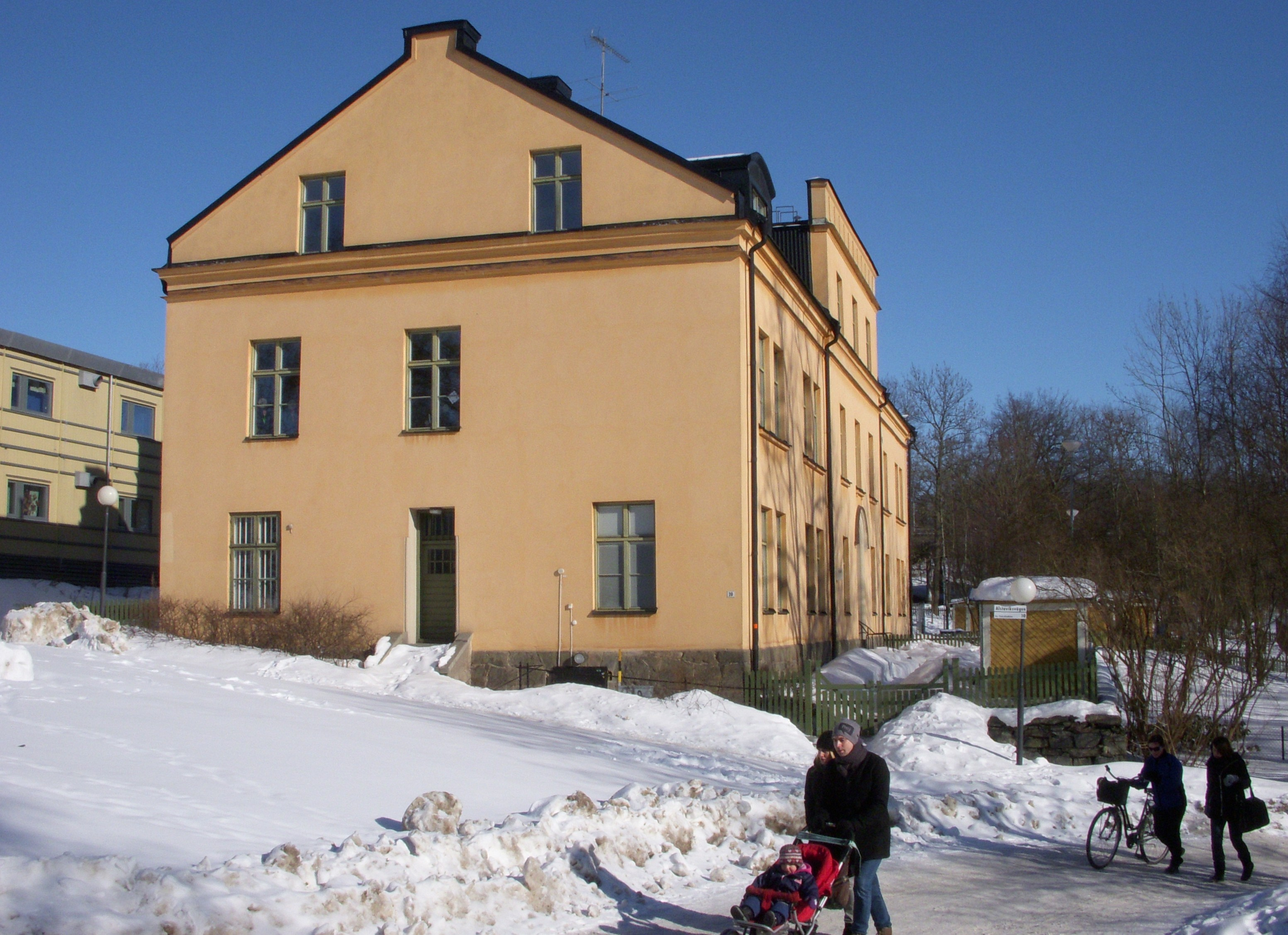
Centralvakten i mars 2010

Centralvakten är en byggnad på ön Långholmen i Stockholm. Byggnaden uppfördes på 1850-talet som kasern för vaktstyrkan på Långholmens centralfängelse. Idag finns där förskolan "Centralvakten".
När man i december 1850 flyttade kronohäktet till Långholmen ökade kravet på bevakning. Strax öster om Alstavik uppfördes åren 1858-1859 en stor kasernbyggnad som senare kallades "Centralvakten". Byggnaden är ett tvåvånings stenhus med sadeltak och putsade fasader, avfärgade i ockra. En attika mot söder understryker byggnadens monumentalitet.  När den militära vaktstyrkan ersattes med civil personal på 1880-talet byggdes huset om för centralvakt och bostäder till fängelsepersonalen. Samtidigt uppfördes den stora byggnaden för centralfängelset nordväst om Centralvakten. 
När det nya centralfängelset stod klar 1880 ändrades även en del rutiner, bland annat ersattes den militära vaktstyrkan med en civil sådan och ett stort behov av bostäder för fängelsets personal med familjer uppstod. I samband med det byggdes kasernen om till rymliga bostäder för fängelsets tjänstemän..
När fängelseverksamheten lades ner i mitten på 1970-talet fanns planer att riva alltsammans. Centralfängelsets byggnad revs men Centralvakten blev kvar och byggdes om till personalbostäder. Sedan 1986 finns här även en förskola.